# 어물전

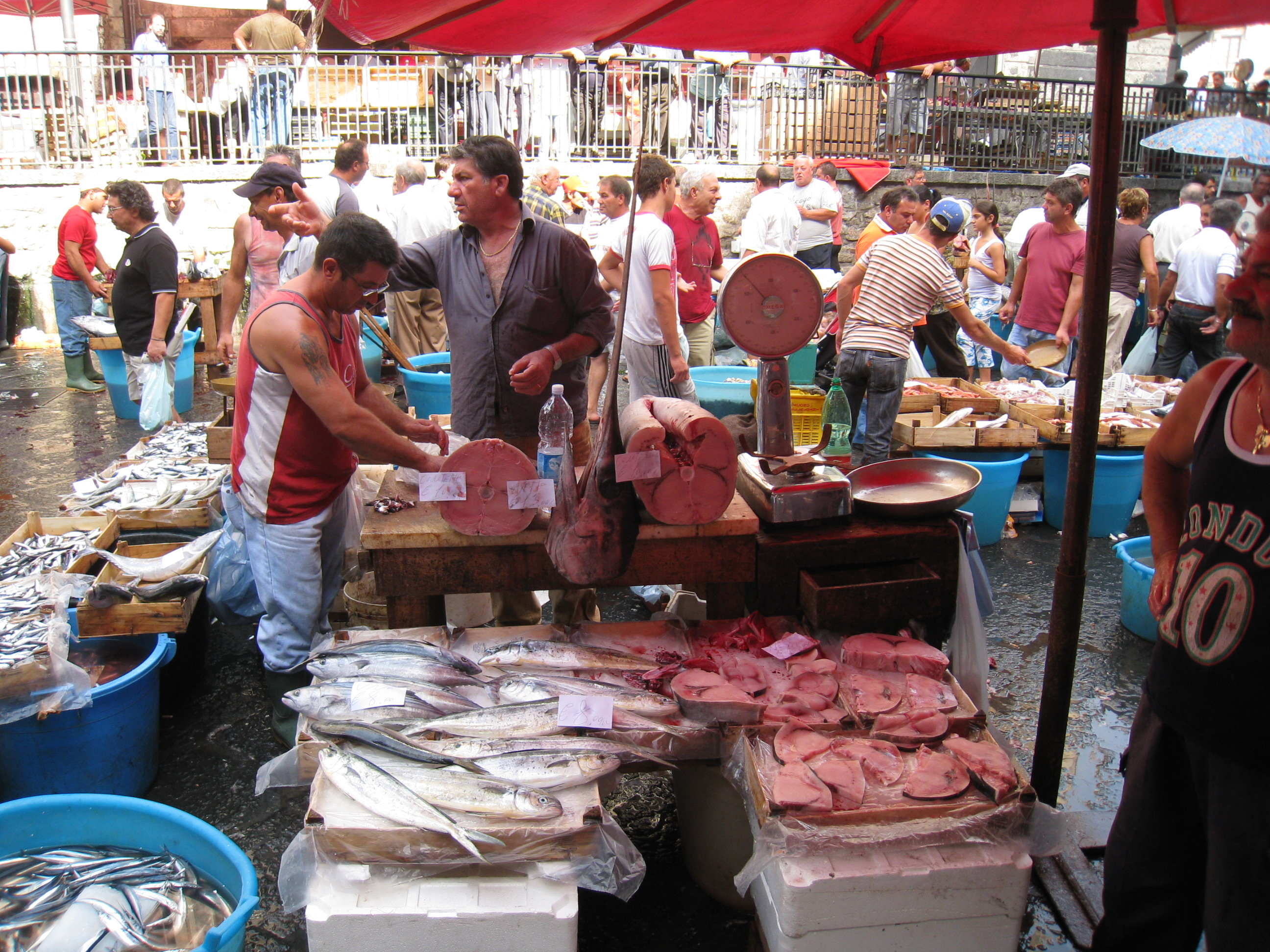

어물전(魚物廛)은 생선,등 어개류와 바다나물 등 어물을 파는 가게이다. 어전(魚廛), 생선 가게로도 부른다. 말린 생선, 조개 등 건어물을 파는 가게는 건어물전(乾魚物廛)이라 부른다.

## 같이 보기
- 수산물
- 해산물